# Horváth György (színművész, 1961)
Horváth György (Budapest, 1961. január 3. –) magyar színművész.

## Életpályája
Önmagáról mesélte:

„Tizenkilenc éves koromig semmi közöm nem volt a színházhoz. Az iskola mellett csak sportoltam, még szavalással sem foglalkoztam. Akkoriban viszont három év után szakítottam a barátnőmmel, az első szerelmemmel. Eléggé magam alatt voltam, és egy ismerősöm ajánlotta, hogy menjek el egy színjátszókörbe, ott lehet ismerkedni lányokkal is. Így mondhatni, a nőknek köszönhetem, hogy megismerkedtem a színjátszás világával. Fél év után pedig azt vettem észre, hogy főszerepeket kapok az amatőr csoportunkban.”

A színművészetire nem vették fel, a Bodnár Sándor vezette Nemzeti Színház stúdióját végezte el. 1984-től a Veszprémi Petőfi Színházhoz szerződött. 1998-tól a székesfehérvári Vörösmarty Színházban töltött két évet. Ezután  
játszott többek között a szarvasi Weöres Sándor Regionális Színházban, 2003-tól a Pécsi Harmadik Színházban, 2005-től a győri Forrás Színházi Műhely előadásaiban valamint a Soproni Petőfi Színházban is. 2010-től a szolnoki Szigligeti Színház művésze.

## Filmes szerepei
- Bátrak földje – Durmó (2020)
- John Steinbeck – Wiegmann Alfréd: Egerek és emberek színházi közvetítés – Közreműködő (2012)

## Színházi szerepeiből[5]
- Arthur Miller – Nagy Viktor: A salemi boszorkányok... Thomas Putnam  (2014) Szigligeti Színház
- John Kander – Fred Ebb – Joe Masteroff – Radó Denis: Chicago... Max (2013) Szigligeti Színház
- Bíró Lajos – Balázs Péter: Sárga Liliom... A fiákeres (2013) Szigligeti Színház
- Carlo Goldoni – Kiss József: Chioggiai csetepaté... Vicenzo (halászmester) (2013)
- John Steinbeck – Fazekas István[6] – Pataki András: Egerek és emberek... Főnök (2012) Soproni Petőfi Színház
- Hunyady Sándor – Csiszár Imre: A három sárkány... Borza (postaaltiszt) (2012) Szigligeti Színház
- Mészáros István – Molnár László: Lift... George (2012) Szigligeti Színház
- Molnár Ferenc: Liliom... Az esztergályos (2011) Szigligeti Színház
- Márai Sándor – Málnay Levente:[7] Kaland... Újságíró (2011) Szigligeti Színház
- Katona Imre – Pataki András: Csíksomlyói Magyar Passió... András (Gábriel) (2011) Evangélium Színház[8]
- Bródy Sándor – Kerényi Imre: A tanítónő... Törvénybíró (2010) Szigligeti Színház
- Nyikolaj Vasziljevics Gogol- Pataki András: A revizor... Dobcsinszkij (helyi földbirtokos) (2006) Forrás Színházi Műhely
- Molière – Pataki András:[9] A fösvény... Jakab (2005) Pécsi Harmadik Színház
- Henrik Ibsen – Pataki András: Peer Gynt... Közreműködő (2005) Forrás Színházi Műhely
- Charles Dickens – Ditzendy Attila: Az árva Twist Olivér... Fagin (2005) Forrás Színházi Műhely
- Háy János – Vincze János: A Herner Ferike faterja... Közreműködő (2003) Pécsi Harmadik Színház
- Lehár Ferenc: A víg özvegy... Bogdanovics (2022) Szigligeti Színház
- Szigligeti Ede: Liliomfi... Schwartz (2022) Szigligeti Színház
- David Seidler: A király beszéde... Winston Churchill, brit politikus (2022) Szigligeti Színház